# Murfreesboro (Tennessee)
Murfreesboro é uma cidade localizada no estado norte-americano de Tennessee, no Condado de Rutherford.
A cidade foi fundada em 1811, e incorporada em 1817. É uma das cidades em mais rápido crescimento populacional do país.

## Demografia
Segundo o censo norte-americano de 2000, a sua população era de 68.816 habitantes. Em 2006, foi estimada uma população de 92.559, um aumento de 23743 (34.5%).

## Geografia
De acordo com o United States Census Bureau, a cidade tem uma área de 101,5 km², dos quais 101,0 km² cobertos por terra e 0,5 km² cobertos por água. Murfreesboro localiza-se a aproximadamente 192 m acima do nível do mar.

## Localidades na vizinhança
O diagrama seguinte representa as localidades num raio de 28 km ao redor de Murfreesboro.